# Composition des équipes masculines de hockey sur gazon à la Coupe d'Océanie 2023
Cet article répertorie les compositions de toutes les équipes participantes à la Coupe d'Océanie 2023. Les deux équipes nationales impliquées dans le tournoi devaient inscrire une équipe de 18 joueurs maximum.
L'âge et la sélection de chaque joueur sont au 10 août 2023, premier jour du tournoi.

## Nouvelle-Zélande
La composition est annoncée le 1er août 2023.
Entraîneur:  Greg Nicol
| Numéro | Joueur              | Date de naissance | Âge | Sélections |
| ------ | ------------------- | ----------------- | --- | ---------- |
| 2      | Scott Boyde         | 5 août 1994       | 29  | 16         |
| 4      | Dane Lett           | 29 août 1990      | 32  | 108        |
| 6      | Simon Child         | 16 avril 1988     | 35  | 297        |
| 8      | Charlie Morrison    | 20 juillet 2003   | 20  | 15         |
| 9      | Sam Hiha            | 26 août 1997      | 25  | 34         |
| 12     | Sam Lane            | 30 avril 1997     | 26  | 102        |
| 13     | Simon Yorston       | 7 mars 2000       | 23  | 20         |
| 15     | George Enersen (GB) | 7 juin 1991       | 32  | 79         |
| 16     | Aidan Sarikaya      | 3 juillet 1996    | 27  | 55         |
| 17     | Nic Woods           | 26 août 1995      | 27  | 159        |
| 20     | Leon Hayward (GB)   | 23 avril 1990     | 33  | 50         |
| 21     | Kane Russell        | 22 avril 1992     | 31  | 196        |
| 22     | Blair Tarrant (C)   | 11 mai 1990       | 33  | 246        |
| 24     | Sean Findlay        | 5 décembre 2001   | 21  | 33         |
| 29     | Hugo Inglis         | 18 janvier 1991   | 32  | 246        |
| 31     | Hayden Phillips     | 6 février 1998    | 25  | 117        |
| 32     | George Baker        | 24 octobre 2002   | 20  | 11         |
| 34     | Malachi Buschl      | 15 octobre 1999   | 23  | 18         |

## Australie
La composition a été annoncée le 20 juillet 2023.
Entraîneur:  Colin Batch
| Numéro | Joueur               | Date de naissance | Âge | Sélections |
| ------ | -------------------- | ----------------- | --- | ---------- |
| 2      | Tom Craig            | 3 septembre 1995  | 27  | 119        |
| 4      | Jake Harvie          | 5 mars 1998       | 25  | 117        |
| 6      | Matt Dawson          | 27 avril 1994     | 29  | 189        |
| 7      | Nathan Ephraums      | 9 juin 1999       | 24  | 53         |
| 8      | Johan Durst (GB)     | 18 mars 1991      | 32  | 24         |
| 10     | Joshua Beltz         | 24 avril 1995     | 28  | 99         |
| 11     | Eddie Ockenden (C)   | 3 avril 1987      | 36  | 424        |
| 12     | Jake Whetton         | 15 juin 1991      | 32  | 258        |
| 13     | Blake Govers         | 6 juillet 1996    | 27  | 146        |
| 15     | Jayden Atkinson      | 9 juillet 2001    | 22  | 8          |
| 16     | Tim Howard           | 23 juin 1996      | 27  | 121        |
| 17     | Aran Zalewski (C)    | 21 mars 1991      | 32  | 240        |
| 18     | Benjamin Rennie (GB) | 28 septembre 1990 | 32  | 12         |
| 20     | Ky Willott           | 15 mars 2001      | 22  | 31         |
| 21     | Jack Welch           | 26 octobre 1997   | 25  | 27         |
| 22     | Flynn Ogilvie        | 17 septembre 1993 | 29  | 149        |
| 23     | Daniel Beale         | 12 février 1993   | 30  | 226        |
| 32     | Jeremy Hayward       | 3 mars 1993       | 30  | 210        |